# گلانیک سفلی
گلانیک سفلی، روستایی است از توابع بخش انزل و در شهرستان ارومیه استان آذربایجان غربی ایران.

## جمعیت
این روستا در دهستان انزل جنوبی قرار داشته و بر اساس سرشماری سال ۱۳۸۵ جمعیت آن ۱۲۹ نفر (۲۶ خانوار)
بوده‌است.